# Lomakino
Lomakino är en by i distriktet Gaginskij i Nizjnij Novgorod oblast i Ryssland. Byn, som hade 332 invånare år 2010, är belägen på floden Pjanas vänstra strand.

## Personer från Lomakino
- Andrej Vlasov (1901–1946), sovjetisk militär